# Барбатски канал
Барбатски канал је морски канал у Јадранском мору. Са североисточне стране је ограничен острвом Раб, а са југозападне острвом Долин. На југоистоку излази на Велебитски канал, а на северозападу излази на острвце Свети Јурај и место Раб. На обалама Барбатског канала се, од важнијих насеља, налазе Раб, Бањол и Барбат на Рабу, по којем је добио и име.